# Итоговый турнир WTA 2017
Финал тура Женской теннисной ассоциации 2017 (англ. 2017 WTA Finals) — турнир сильнейших теннисисток, завершающий сезон WTA. В 2017 году проходит 47-е по счёту соревнование для одиночных игроков и 42-е для парных. Традиционно турнир проводится поздней осенью — в этом году с 22 по 29 октября на кортах Сингапура.
Прошлогодние победители:
- одиночки —  Доминика Цибулкова
- пары —  Екатерина Макарова /  Елена Веснина

## Квалификация
Квалификация на этот турнир происходит по итогам чемпионской гонки WTA.
- Подробнее об отборе и участницах, прошедших отбор

### Одиночный турнир
Золотистым цветом выделены теннисистки, отобравшиеся на Итоговый турнир года в Сингапуре. 
 Серебристым — запасные на турнире в Сингапуре. 
| Рейтинг Чемпионской гонки 2017 года. | Рейтинг Чемпионской гонки 2017 года. | Рейтинг Чемпионской гонки 2017 года. | Рейтинг Чемпионской гонки 2017 года. |
| #                                    | Теннисистка                          | Очки                                 | Турниры                              |
| ------------------------------------ | ------------------------------------ | ------------------------------------ | ------------------------------------ |
| 1                                    | Симона Халеп                         | 5 675                                | 17                                   |
| 2                                    | Гарбинье Мугуруса                    | 5 635                                | 20                                   |
| 3                                    | Каролина Плишкова                    | 5 105                                | 19                                   |
| 4                                    | Элина Свитолина                      | 5 000                                | 17                                   |
| 5                                    | Винус Уильямс                        | 4 642                                | 13                                   |
| 6                                    | Каролина Возняцки                    | 4 640                                | 21                                   |
| 7                                    | Елена Остапенко                      | 4 510                                | 20                                   |
| 8                                    | Каролин Гарсия                       | 3 795                                | 23                                   |
| 9                                    | Йоханна Конта                        | 3 610                                | 19                                   |
| 10                                   | Кристина Младенович                  | 2 885                                | 22                                   |
| 11                                   | Светлана Кузнецова                   | 2 856                                | 16                                   |

Йоханна Конта снялась до начала турнира из-за травмы.
В число участников одиночного турнира помимо 8 игроков основной сетки включают также двоих запасных.

### Парный турнир
| Рейтинг Чемпионской гонки 2017 года. | Рейтинг Чемпионской гонки 2017 года.     | Рейтинг Чемпионской гонки 2017 года. | Рейтинг Чемпионской гонки 2017 года. |
| #                                    | Команда                                  | Очки                                 | Турниры                              |
| ------------------------------------ | ---------------------------------------- | ------------------------------------ | ------------------------------------ |
| 1                                    | Чжань Юнжань Мартина Хингис              | 9770                                 | 15                                   |
| 2                                    | Елена Веснина Екатерина Макарова         | 6785                                 | 14                                   |
| 3                                    | Бетани Маттек-Сандс Луция Шафаржова      | 5120                                 | 7                                    |
| 4                                    | Эшли Барти Кейси Деллакква               | 4470                                 | 16                                   |
| 5                                    | Тимея Бабош Андреа Главачкова            | 4005                                 | 15                                   |
| 6                                    | Луция Градецкая Катерина Синякова        | 3871                                 | 14                                   |
| 7                                    | Анна-Лена Грёнефельд Квета Пешке         | 3005                                 | 22                                   |
| 8                                    | Габриэла Дабровски Сюй Ифань             | 2921                                 | 14                                   |
| 9                                    | Андреа Главачкова Пэн Шуай               | 2776                                 | 7                                    |
| 10                                   | Андрея Клепач Мария-Хосе Мартинес-Санчес | 2570                                 | 23                                   |
| 11                                   | Кики Бертенс Юханна Ларссон              | 2270                                 | 14                                   |
| 12                                   | Саня Мирза Пэн Шуай                      | 2060                                 | 5                                    |
| 13                                   | Сюко Аояма Ян Чжаосюань                  | 2000                                 | 15                                   |

Бетани Маттек-Сандс и Луция Шафаржова снялись до начала турнира из-за травмы Маттек-Сандс.
Луция Градецкая и Катерина Синякова снялись до начала турнира из-за травмы Градецкой.
Андреа Главачкова и Пэн Шуай снялись до начала турнира из-за распада пары (Главачкова сыграла на турнире в паре с Тимеей Бабош).
Саня Мирза и Пэн Шуай снялись до начала турнира из-за распада пары.
В число участников парного турнира помимо 8 пар игроков основной сетки включают также пару запасных.

## Соревнования

### Одиночные соревнования
Каролина Возняцки обыграла  Винус Уильямс со счётом 6-4, 6-4.
- Возняцки выигрывает 2-й титул в сезоне и 27-й за карьеру в туре ассоциации.
- Уильямс уступает 3-й финал в сезоне и 34-й за карьеру в туре ассоциации.

### Парные соревнования
Тимея Бабош /  Андреа Главачкова обыграли  Кики Бертенс /  Юханну Ларссон со счётом 4-6, 6-4, [10-5].
- Бабош выигрывает 6-й титул в сезоне и 16-й за карьеру в туре ассоциации.
- Главачкова выигрывает 6-й титул в сезоне и 25-й за карьеру в туре ассоциации.